# Fella Makafui
Fella Makafui (sinh ngày 19 tháng 8 năm 1995 tại Vùng Volta, Ghana) là một nữ diễn viên người Ghana và là một nhà từ thiện. Cô được biết đến chủ yếu nhờ vai diễn trong Yolo (phim truyền hình Ghana).

## Giáo dục
Fella theo học tại Kpando Senior và tốt nghiệp. Sau khi học trung học, anh theo học trường đại học Ghana.

## Sự nghiệp
Makafui bắt đầu sự nghiệp với tư cách là một người mẫu, sau đó cô đã tham gia diễn xuất và đưa cô đến với ánh đèn sân khấu. Fella đã được đặc trưng trong một vài bộ phim như In April, Once upon a family, Kanda River và Chaskele. Trong một lần gia đình, Fella phải làm việc cùng với nữ diễn viên người Nigeria Mercy Johnson, người đóng vai chính. Cô hiện là đại sứ mới của Castle gate động sản.

## Giải thưởng
- Nữ diễn viên triển vọng nhất của năm - Giải thưởng giải trí nhân dân thành phố (2016) [cần dẫn nguồn]
- Giải vàng hứa hẹn nhất - Giải thưởng điện ảnh vàng 2016 [7]